# Valdepiélago
Valdepiélago település Spanyolországban, León tartományban. Lakosainak száma 308 fő (2024).

## Földrajza
Valdepiélago Matallana de Torío, Cármenes, Valdelugueros, Boñar, Vegaquemada és La Vecilla községekkel határos.

## Népesség
A település lakosságának változását az alábbi diagram mutatja:
| Lakosok száma | 415  | 422  | 451  | 416  | 361  | 343  | 338  | 344  | 293  | 308  |
|               | 2001 | 2004 | 2007 | 2009 | 2012 | 2014 | 2017 | 2019 | 2022 | 2024 |